# René Laënnec
René-Théophile-Hyacinthe Laennec, francoski zdravnik in izumitelj, * 17. februar 1781, Quimper, Bretanija, Francija, † 13. avgust 1826, Douarnenez, Francija.
Zdravnik René Laennec velja za očeta prsne medicine in izumitelja stetoskopa. Ravno zaradi proučevanja bolezni dihal je prišel tudi na zamisel o pripomočku, ki bi mu olajšal osluškovanje notranjih organov prsnega koša. Za te namene je uporabljal okrog 30 centimetrov dolg leseni tulec, ki ga je nastavljal bolnikom na prsi.
Svoje znanje je mladi bodoči zdravnik začel pridobivati z delom v Bolnišnici Usmiljenja (Hôpital de la Charité) v Parizu, kjer je pridobil status zdravnika z zaključnimi izpiti v letu 1804. Leta 1822 je postal sprva učitelj na Francoskem kolegiju, leto kasneje profesor medicine, zatem pa bil imenovan še za vodjo Klinike na Hôpital de la Charité. Umrl je za tuberkulozo leta 1826.